# Trôm leo
Sterculia scandens là một loài thực vật có hoa trong họ Cẩm quỳ. Loài này được Hemsl. miêu tả khoa học đầu tiên năm 1908.